# Rubén Plaza
Rubén Plaza Molina (Ibi, Alicante, 29 de febrero de 1980) es un exciclista español que fue profesional entre 2001 y 2019.

## Biografía

### Debut profesional
Campeón de España juvenil de fondo en 1998, de contrarreloj en 1998 y de persecución 1998, este último en Venezuela contra ciclistas profesionales. En las pruebas de esfuerzo solía tener parámetros superiores a los de Miguel Induráin.[cita requerida]
Debutó como profesional con el equipo iBanesto.com en el año 2001.
Pero una lesión en el menisco a punto estuvo de truncar su carrera. Un médico le aconsejó que dejara el ciclismo ya que su lesión no tenía solución. Consiguió superarla y volvió para ganar el Campeonato de España de fondo en carretera un 29 de junio de 2003. A partir de ahí ha obtenido una victoria de etapa en la Vuelta a España 2005 y otra en el Tour de Francia 2015, así como diversas victorias en carreras menores.

### Marcha al ciclismo portugués
En los años 2008 y 2009 pasó a equipos de segunda fila en Portugal, pero en esa última temporada realiza una buena actuación en los Campeonatos de España, quedando 2.º en el Campeonato de España de ciclismo contrarreloj y campeón en el Campeonato de España en ruta.

### Retorno al ciclismo español
Tras esa exitosa temporada volvió al equipo por el que ya fichó en 2007, el Caisse d'Epargne. Sin tanta eficacia de victorias como el año anterior, consiguió ser de nuevo tercero en la contrarreloj del Campeonato de España 2010. Semanas después realizaría su mejor actuación en una gran vuelta, tras acabar 12.º en la general del Tour de Francia, aunque tras las descalificaciones posteriores de Alberto Contador y Denis Menchov ascendió a la décima plaza. En 2015 fichó por el Lampre.

### Retirada
En octubre de 2019 anunció su retirada tras 19 años como ciclista profesional.

## Palmarés
| 2003 - Campeonato de España en Ruta - 1 etapa del Regio-Tour 2004 - 1 etapa del Trofeo Joaquim Agostinho 2005 - Gran Premio Internacional Costa Azul, más 1 etapa - Vuelta a Aragón, más 1 etapa - 3.º en el Campeonato de España Contrarreloj - 1 etapa de la Vuelta a España - 1 etapa de la Vuelta a Murcia 2006 - 1 etapa de la Vuelta a Asturias - 1 etapa del Trofeo Joaquim Agostinho - Clásica de los Puertos - 2.º en el Campeonato de España Contrarreloj 2007 - Vuelta a La Rioja 2008 - Vuelta a la Comunidad Valenciana - 2.º en el Campeonato de España Contrarreloj - 1 etapa de la Vuelta a la Comunidad de Madrid - 1 etapa de la Vuelta a Portugal | 2009 - 1 etapa de la Vuelta a Murcia - 1 etapa del Circuit de Lorraine - 1 etapa del G. P. Correios de Portugal - 3.º en el Campeonato de España Contrarreloj - Campeonato de España en Ruta - 1 etapa de la Vuelta a Portugal 2010 - 3.º en el Campeonato de España Contrarreloj 2013 - Vuelta a Castilla y León, más 1 etapa - 3.º en el Campeonato de España Contrarreloj 2015 - 1 etapa del Tour de Francia - 1 etapa de la Vuelta a España 2018 - Vuelta a Castilla y León, más 1 etapa |

## Resultados en Grandes Vueltas y Campeonatos del Mundo
| Carrera              | Carrera              | 2001 | 2002 | 2003 | 2004 | 2005 | 2006 | 2007 | 2008 | 2009 | 2010 | 2011 | 2012  | 2013 | 2014 | 2015 | 2016 | 2017 | 2018 | 2019 |
| -------------------- | -------------------- | ---- | ---- | ---- | ---- | ---- | ---- | ---- | ---- | ---- | ---- | ---- | ----- | ---- | ---- | ---- | ---- | ---- | ---- | ---- |
|                      | Giro de Italia       | —    | —    | —    | —    | —    | —    | —    | —    | —    | —    | —    | —     | —    | —    | —    | 56.º | 30.º | 47.º | 71.º |
|                      | Tour de Francia      | —    | —    | —    | —    | —    | —    | —    | —    | —    | 11.º | —    | 101.º | 47.º | 91.º | 30.º | 72.º | —    | —    | —    |
|                      | Vuelta a España      | —    | —    | —    | Ab.  | 6.º  | —    | —    | —    | —    | 14.º | —    | —     | —    | —    | 45.º | —    | —    | —    | —    |
| Mundial en Ruta      | Mundial en Ruta      | —    | —    | —    | —    | —    | —    | —    | —    | Ab.  | Ab.  | —    | —     | —    | —    | Ab.  | —    | —    | —    | —    |
| Mundial Contrarreloj | Mundial Contrarreloj | —    | —    | —    | —    | 4.º  | —    | —    | 32.º | —    | —    | —    | —     | —    | —    | —    | —    | —    | —    | —    |

—: no participa

Ab.: abandono

## Equipos
- iBanesto.com (2001-2003)
- Comunitat Valenciana (2004-2006)
- Caisse d'Epargne (2007)
- Sport Lisboa e Benfica (2008)
- Liberty Seguros Continental (2009)
- Caisse d'Epargne/Movistar (2010-2014)
  - Caisse d'Epargne (2010)
  - Movistar Team (2011-2014)
- Lampre-Merida (2015)
- Orica (2016-2017)
  - Orica GreenEDGE (2016)
  - Orica-BikeExchange (2016)
  - Orica-Scott (2017)
- Israel Cycling Academy (2018-2019)

## Premios, reconocimientos y distinciones
- Finalista a Mejor Deportista Masculino de 2015 en los Premios Deportivos Provinciales de la Diputación de Alicante (2016)[3][4]